# Dr. Belisario Domínguez
Dr. Belisario Domínguez là một đô thị thuộc bang Chihuahua, México. Năm 2005, dân số của đô thị này là 2608 người.